# فينيسيوس روتشا
فينيسيوس روتشا (بالبرتغالية: Vinícius Rocha‏) هو لاعب كرة قدم برازيلي، ولد في 30 مارس 1995 في ساو فيسنتي في البرازيل.